# 徐仁鑄
徐仁鑄（1863年—1900年），字硯甫、硯父、研甫，號縵愔，順天府宛平縣（今北京市東城區）人，清朝政治人物、進士出身。徐致靖之子、徐仁鏡之兄。
光緒十五年，登進士，同年五月，改翰林院庶吉士。光緒十六年四月，散館，授翰林院編修。光緒十九年，任四川鄉試正考官。光緒二十三年，任湖南學政。后因其父牽連而被罷免。